# Полибий (лунный кратер)
Кратер Полибий (лат. Polybius ) — крупный древний ударный кратер в южном полушарии видимой стороны Луны. Название присвоено в честь древнегреческого историка Полибия (ок. 200—ок.120 до н. э.) и утверждено Международным астрономическим союзом в 1935 г. Образование кратера относится к нектарскому периоду.

## Описание кратера
Ближайшими соседями кратера являются кратер Ферма на западе; кратер Катарина на севере-северо-западе; кратер Бомон на северо-востоке; кратер Фракасторо на юго-востоке и кратер Понс на юго-западе. На западе от кратера Полибий расположен уступ Алтай; на северо-востоке находится Море Нектара.

Селенографические координаты центра кратера 22°28′ ю. ш. 25°38′ в. д. / 22,46° ю. ш. 25,63° в. д., диаметр 40,8 км, глубина 2050 м.

Кратер Полибий имеет полигональную форму и умеренно разрушен. Вал несколько сглажен, восточная часть вала спрямлена, северная часть вала прорезана короткой цепочкой кратеров. Высота вала над окружающей местностью достигает 1040 м, объем кратера составляет приблизительно 1300 км³. Дно чаши сравнительно ровное, с отдельно стоящими небольшими холмами расположенным по кольцу коцентричному валу кратера.

## Сателлитные кратеры
| Полибий | Координаты                                            | Диаметр, км |
| ------- | ----------------------------------------------------- | ----------- |
| A       | 23°02′ ю. ш. 27°59′ в. д. / 23,04° ю. ш. 27,98° в. д. | 16,3        |
| B       | 25°34′ ю. ш. 25°31′ в. д. / 25,56° ю. ш. 25,51° в. д. | 12,0        |
| C       | 22°05′ ю. ш. 23°29′ в. д. / 22,08° ю. ш. 23,49° в. д. | 28,3        |
| D       | 26°53′ ю. ш. 27°54′ в. д. / 26,89° ю. ш. 27,9° в. д.  | 8,5         |
| E       | 24°26′ ю. ш. 26°11′ в. д. / 24,44° ю. ш. 26,18° в. д. | 8,2         |
| F       | 22°16′ ю. ш. 23°04′ в. д. / 22,27° ю. ш. 23,06° в. д. | 22,1        |
| G       | 22°32′ ю. ш. 22°42′ в. д. / 22,53° ю. ш. 22,7° в. д.  | 4,1         |
| H       | 21°12′ ю. ш. 22°41′ в. д. / 21,2° ю. ш. 22,69° в. д.  | 8,0         |
| J       | 22°48′ ю. ш. 23°29′ в. д. / 22,8° ю. ш. 23,48° в. д.  | 8,7         |
| K       | 24°23′ ю. ш. 24°21′ в. д. / 24,38° ю. ш. 24,35° в. д. | 12,1        |
| L       | 22°01′ ю. ш. 28°11′ в. д. / 22,01° ю. ш. 28,19° в. д. | 6,2         |
| M       | 21°24′ ю. ш. 22°05′ в. д. / 21,4° ю. ш. 22,08° в. д.  | 4,9         |
| N       | 23°26′ ю. ш. 26°46′ в. д. / 23,44° ю. ш. 26,77° в. д. | 13,1        |
| P       | 21°34′ ю. ш. 22°55′ в. д. / 21,56° ю. ш. 22,91° в. д. | 14,9        |
| Q       | 25°08′ ю. ш. 27°30′ в. д. / 25,13° ю. ш. 27,5° в. д.  | 5,8         |
| R       | 25°38′ ю. ш. 27°19′ в. д. / 25,63° ю. ш. 27,31° в. д. | 7,0         |
| T       | 26°08′ ю. ш. 25°26′ в. д. / 26,14° ю. ш. 25,44° в. д. | 11,2        |
| V       | 25°13′ ю. ш. 29°02′ в. д. / 25,22° ю. ш. 29,04° в. д. | 5,1         |

- Сателлитные кратеры Полибий A, B и K включены в список кратеров с яркой системой лучей Ассоциации лунной и планетарной астрономии (ALPO)[5].

- Сателлитные кратеры Полибий A, B включены в список кратеров с темными радиальными полосами на внутреннем склоне Ассоциации лунной и планетарной астрономии (ALPO)[6].

## См.также
- Список кратеров на Луне
- Лунный кратер
- Морфологический каталог кратеров Луны
- Планетная номенклатура
- Селенография
- Минералогия Луны
- Геология Луны
- Поздняя тяжёлая бомбардировка